# 鹈燕
鹈燕（学名：Pelecanoides urinatrix）是一种小型的潜水鹱，是在南冰洋有分布的四种长相酷似海雀的鹱类之一。生活在非洲南部、印度洋南部、澳大利亚南部和新西兰的岛屿上。

## 外观
鹈燕体长200-250厘米，体重86-186克。身体背部呈黑色，腹部为白色，鸟喙为黑色。翅膀上有很细的白条纹。面部和脖子则更接近棕色。腿黑色。

## 分布和生境
鹈燕生活在南纬35°至55°之间的海岛上。尽管近年来鹈燕的种群数量有所下降，但总体数量仍很多，不足为虑。他们通常在斜坡上筑巢，有时也会建在平地上。

## 行为
繁殖期时，鹈燕常在大陆架上觅食；而在非繁殖期时的行为则不为人所知。和鹈燕科的其他鸟类一样，他们扇动翅膀作为潜水的推力，可以潜到60米深的水下。鹈燕主要觅食甲壳类的浮游动物。